# James Nathaniel Halbert
James Nathaniel Halbert (Dalkey, Dublin, 30 de agosto de 1872 — Dublin, 7 de maio de 1948), geralmente referido por J. N. Halbert, foi um entomólogo e acarologista que se notabilizou no estudo da fauna da Irlanda e no campo da sistemática dos ácaros.

## Biografia
Em 1892, Halbert começou a trabalhar no então Science and Art Museum de Dublin, hoje o National Museum of Ireland. Foi nomeado assistente técnico em 1904 e, poucos meses depois, naturalista assistente, substituindo no lugar George H. Carpenter.
Os seus primeiros trabalhos foram sobre os Coleoptera, publicados no Irish Naturalist a partir de 1892. Também estudou outros insectos, principalmente dos Neuroptera e Hemiptera.
No campo da acarologia estudou os ácaros de água doce e as suas relações taxonómicas. Descreveu mais de quatro dezenas de novas espécies e subespécies da Irlanda e criou diversos novos géneros.

## Obras publicadas
Entre muitas outras, é autor de:
- "A list of the beetles of Ireland", Proceedings of the Royal Irish Academy 6B: 535-827 (1902) — em colaboração com William Frederick Johnson.
- "A list of the Neuroptera of Ireland", Proceedings of the Royal Irish Academy 28B: 29-112  (1910) — em colaboração com James John Francis Xavier King.
- "A list of the Irish Hemiptera (Heteroptera and Cicadina)", Proceedings of the Royal Irish Academy 42B: 211-318 (1935).
- "List of Irish fresh-water mites (Hydracarina)", Proceedings of the Royal Irish Academy  50, B, 4:39-103  (1944).